# Separación (álbum de Zapato 3)
Separación es el tercer álbum del grupo de rock alternativo de origen venezolano Zapato 3, lanzado en 1993 por Sonográfica y producido por Durban Laverde quien también produjo su segundo álbum Bésame y suicídate. Es el primer disco del grupo con la participación del baterista Rafael Cadavieco y el tecladista Jaime Verdaguer.

## Lista de canciones
| Lado A |                     |          |  |
| N.º    | Título              | Duración |  |
| 1.     | «Donde Estas»       | 7:43     |  |
| 2.     | «Obstinado»         | 4:31     |  |
| 3.     | «Separación»        | 3:59     |  |
| 4.     | «Amor De Hierro»    | 4:23     |  |
| 5.     | «Pienso Perdonarte» | 4:11     |  |

| Lado B |                            |          |  |
| N.º    | Título                     | Duración |  |
| 6.     | «El Amor Es Sangre»        | 4:05     |  |
| 7.     | «En Tus Manos»             | 3:32     |  |
| 8.     | «Separación (Psychodance)» | 4:15     |  |
| 9.     | «Océano De Tristezas»      | 3:50     |  |
| 10.    | «Confessions D' Amour»     | 5:30     |  |
| 45:58  |                            |          |  |

## Personal

### Zapato 3
- Carlos Segura: voz principal.
- Álvaro Segura: guitarra eléctrica y coros.
- Jaime Verdaguer: teclado.
- Rafael Cadavieco: batería.
- Fernando Batoni: bajo.

### Voces invitadas
- Joanna Vegas: Pista 1, 3, 4, 5, 7, 8, 10.
- Jesús Hidalgo, Jaime Hidalgo y Jannio Hidalgo: Pista 4.
- Laura Castro, Carolina Tinoco: Pista 10.

### Créditos
- Clemente Hernández: Ingeniero de grabación y Mezcla
- José Luis Morenza: Asistente
- Durban Laverde: Dirección y Producción Musical.
- Art 33 Publicaciones, C.A.: Portada y Diseño Gráfico.
- Carlos Rondon y Álvaro Rangel: Fotografía.
- Rafael Atienzo: Business Manager